# روفو (بازیکن فوتبال)
روفو (انگلیسی: Rufo؛ زادهٔ ۱۳ ژانویهٔ ۱۹۹۳) بازیکن فوتبال اهل اسپانیا است.
از باشگاه‌هایی که در آن بازی کرده‌است می‌توان به باشگاه فوتبال اسپانیول اشاره کرد.